# Buda saltando sobre una pared
La sopas denominadas Buda saltando sobre una pared se trata de un epónimo empleado en la cocina china para un gran número de diferentes caldos o consommés que necesitan de uno a dos días completos para ser elaborados. 

## Origen
Hay varias historias sobre el origen de este plato. Una muy común cuenta que sobre un erudito que viajaba a pie durante la dinastía Qing. Mientras viajaba con sus amigos, el erudito conservaba toda su comida para el viaje en una vasija de barro usada normalmente para guardar vino. Cada vez que comía, calentaba la vasija con los ingredientes sobre fuego. Al llegar a Fuzhou, la capital de la provincia de Fujian, el erudito comenzó a cocinar el plato. Los aromas se esparcieron llegando a un monasterio budista cercano donde los monjes estaban meditando. Aunque a los monjes no se les permite comer carne, uno de los monjes saltó la pared debido a la tentación. Un poeta entre los viajeros dijo entonces que hasta Buda saltaría la pared para comer el delicioso plato.

## Características
Una receta típica para la elaboración de esta sopa incluye: huevo de codorniz, brote de bambú, cebolla de primavera, abalone, aleta de tiburón, pollo, jamón Jinhua, tendones de cerdo, ginseng, setas, y taro. Cuando se sirve en los restaurantes, se enfatiza que el ingrediente más caro es el que determina el precio de la sopa.